# شهرستان دماج
ناحیهٔ دماج یک ناحیه در یمن است که در استان صعده واقع شده‌است.